# 摩耶観光ホテル

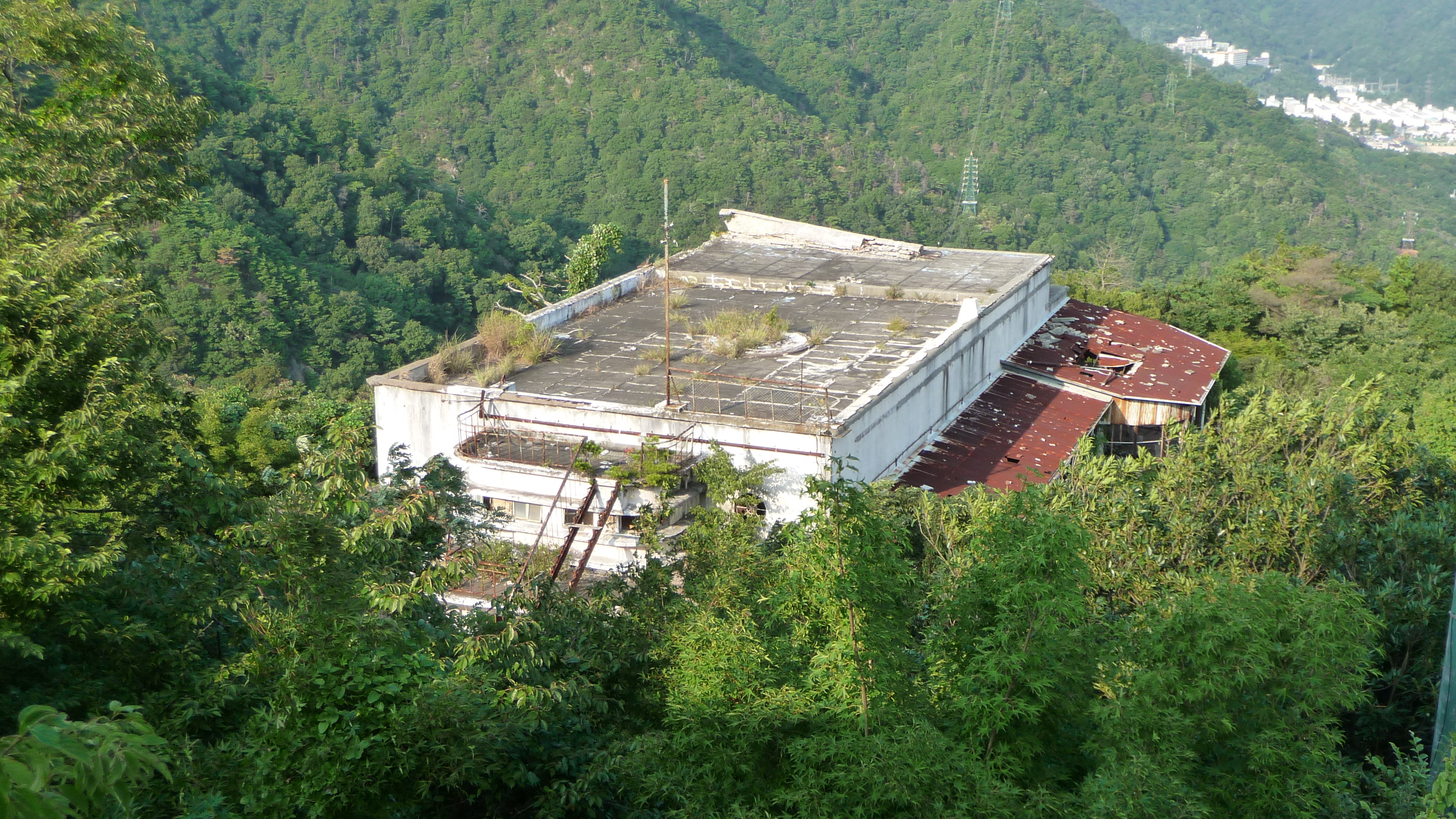
摩耶観光ホテル跡（2009年8月）。2002年時点の画像で屋上にあった煙突は、2004年の台風で倒壊している。また、画像右側の屋上にあったタイヤのようなものも、内部に落ちたのか見受けられなくなっている。

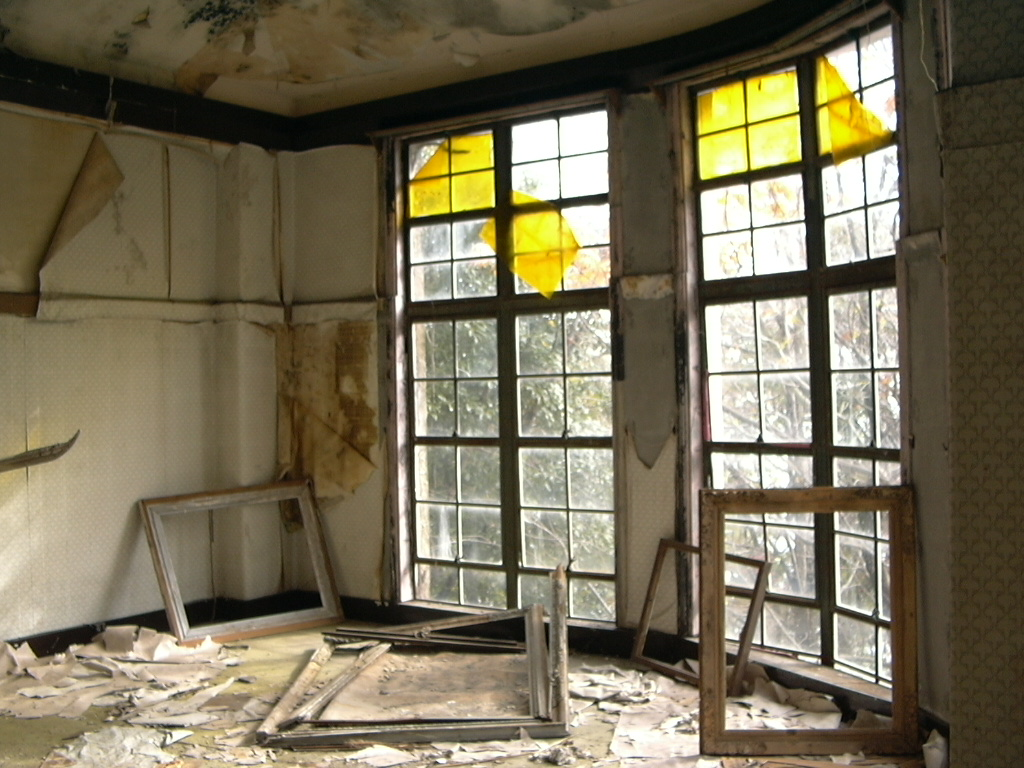
摩耶観光ホテルの内部

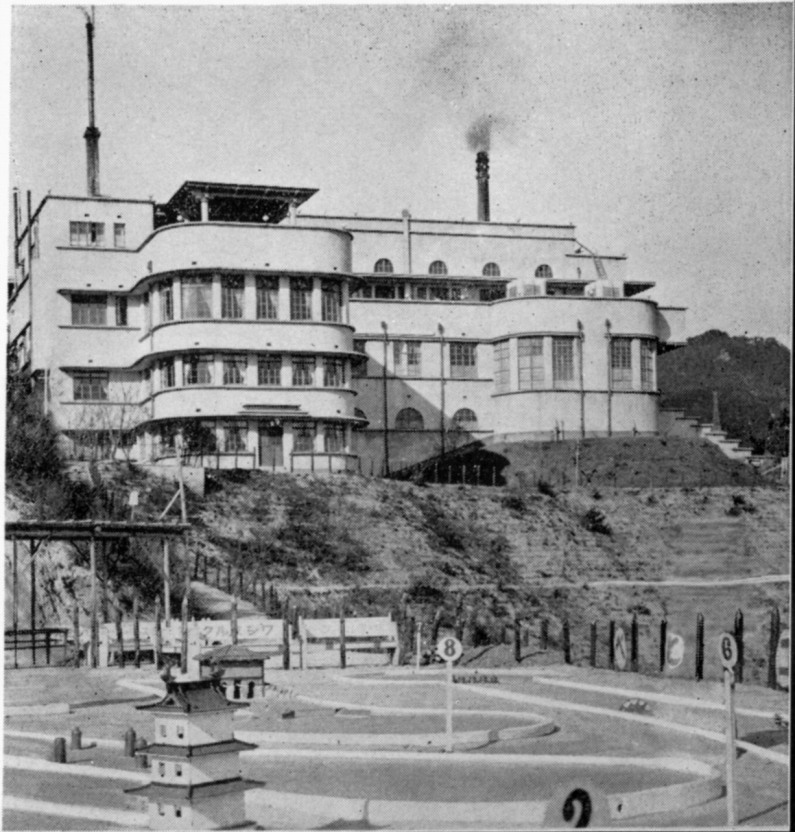
「開設当時の摩耶山温泉」とされる写真（1955年出版の文献より）

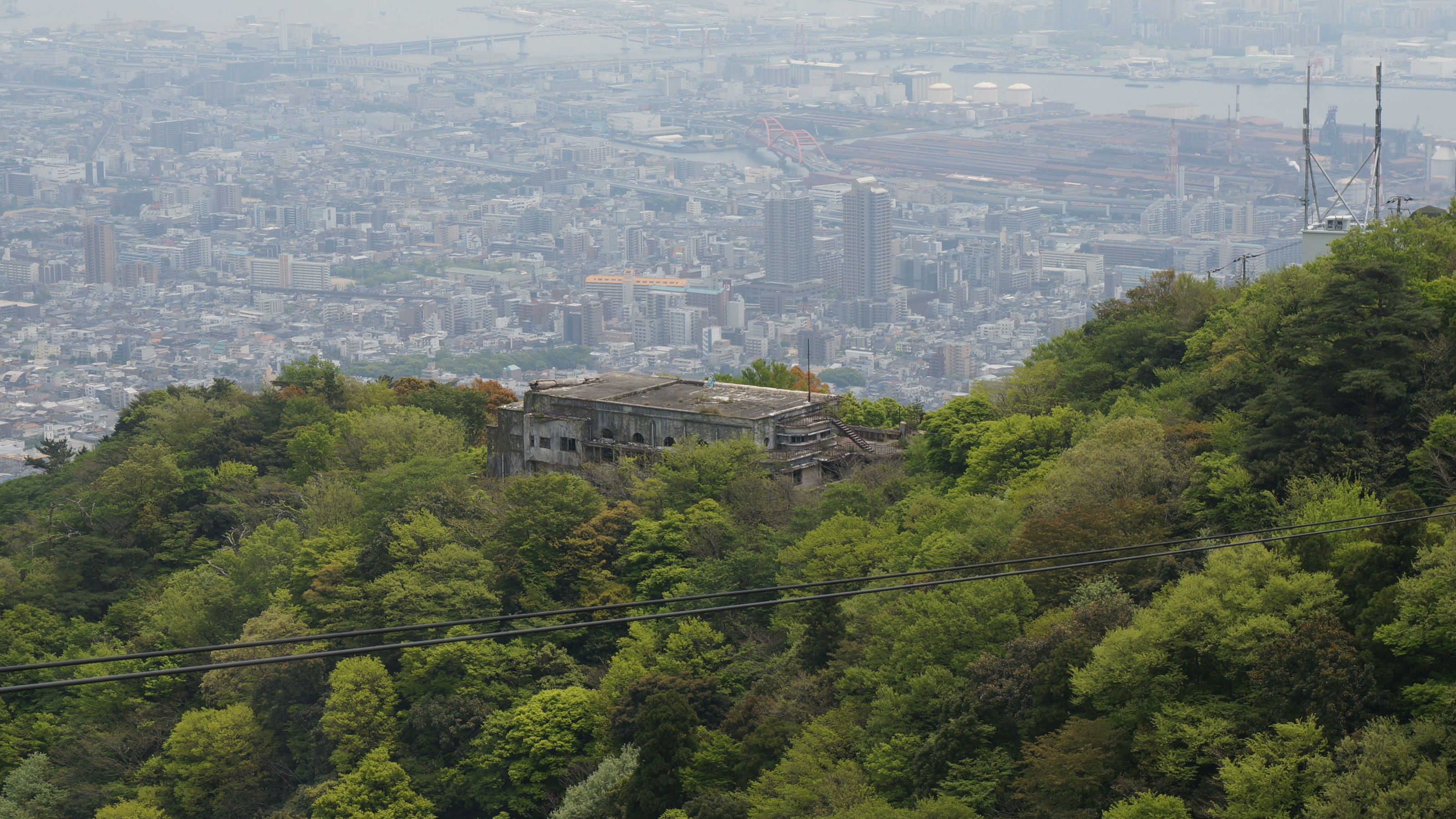
摩耶ロープウェーより（2017年5月撮影）

摩耶観光ホテル（まやかんこうホテル）は、かつて兵庫県神戸市灘区の摩耶山中腹で営業していたホテル。1930年に完成し、1990年代に閉鎖された。その後は廃墟となったが、モダニズム建築としての価値が評価され、廃墟では珍しい国の有形文化財としての登録が決定した。
摩耶鋼索鉄道の福利厚生施設として営業開始した時は摩耶倶楽部という名称であった。第二次世界大戦前から戦中にかけて摩耶ホテル、摩耶山温泉ホテル、摩耶山温泉と変遷し、戦後の改装後は摩耶観光ホテルや摩耶国際観光ホテルと改名された。台風被害などで1967年にホテルの営業をやめ、1970年（昭和45年）頃から1994年（平成6年）頃まで摩耶学生センターなどと称された。摩耶観光ホテル摩耶学生センターの頃から、「マヤカン」とも通称・俗称される。設計者は今北乙吉。
アールデコ風のユニークな建築様式であるが、現在は廃業して廃墟となっている。内部は経年劣化による損傷が激しく危険なため、立入禁止となっていた。2017年に摩耶遺跡ガイドウォーク企画の中で外観のみ見学ができるようになった。2021年6月24日付官報にて告示され、登録有形文化財となった。

## 概要
摩耶鋼索鉄道が摩耶駅付近に1929年（昭和4年）5月から建設し、11月に営業を開始した。鉄筋コンクリート造で、軍艦を連想される外見から「軍艦ホテル」と呼ばれた。1944年（昭和19年）に第二次世界大戦が激化して、摩耶鋼索鉄道摩耶ケーブル線が不要不急線として運行が停止され、ホテルも1945年（昭和20年）に営業を休止した。
戦時中の空襲により大きな被害を受けたため復旧が遅れ、その後、民間業者へ売却されて、1961年（昭和36年）に全面改装の上で再オープン。内装は1959年（昭和34年）春に大阪で解体された豪華客船「ふらんす丸」より装飾品などを買収して改装された。台風などによる被害で、1967年（昭和42年）頃にホテルの営業を休止し、1974年（昭和49年）頃から学生のゼミやサークルの合宿専用の「摩耶学生センター」として転用されたが、阪神・淡路大震災（1995年）前の1993年（平成5年）に学生の合宿所としての使用も停止された。
阪神・淡路大震災で倒壊はしなかったが、建物が大きく損傷したため立入が禁止され、ホテル脇を通る登山道も通行止とされた。
廃墟ブームで不法侵入を含めて訪れる人も多く、「廃墟の聖地」「廃墟の女王」とも称された。NPO法人J-heritageなどが地域住民や所有者と連携して建物の調査など文化財登録を目指して活動してきた。
2021年（令和3年）6月に国の登録有形文化財に登録。なお、これにあわせて同年12月に摩耶ケーブル「虹の駅」に「旧摩耶観光ホテル前」の副駅名が加えられた。
現在は大阪府箕面市のエリモロジスティクスという運送会社が所有している。

## ロケ作品
- 『過ぎし日のセレナーデ』（1989年）フジテレビ、出演: 田村正和
- 朗読紀行 にっぽんの名作『風の又三郎』（2003年1月24日）NHK、出演: 小泉今日子
- 『たとえあなたを忘れても』（2023年）朝日放送テレビ、出演: 堀田真由

### 特集番組
- 『廃墟シネマ』（2000年8月5日（土）27：35 - 28：35 関東）- プロデューサー:藤原努 ディレクター:松浦徹 監修:瀬々敬久 製作:ホリプロ、フジテレビ
- 『廃墟』（2000年10月4日 25：55 - 26：26:25 関東）- プロデューサー:藤原努 ディレクター:松浦徹 監修:瀬々敬久 製作:ホリプロ、フジテレビ
- 『新日本風土記』「廃墟」（2015年1月30日 21:00 - 22:00）BSプレミアム
- 『廃墟の休日』#1「日本2大廃墟・軍艦ホテル」（2015年7月18日 1:00 - 1:30）テレビ東京
- 夢のあとさき 〜日本遺構見聞録〜　(2023年6月17日 22:00~23:29) -ナレーター:林原めぐみ、 NHK BS-4K

### 映画
- 春日和（1967年)
- ユー・ガッタ・チャンス（1985年)
- 「さよなら」の女たち（1987年）
- IZO（2004年）
- デスノート Light up the NEW world（2016）

### ミュージック・ビデオ
- ACTION!「TEARS OF LOVE」
- ACTION!「夢みる頃すぎて」
- サクヤビメ「Unrequited love」
- DEEP UNDERWATER「Salvage」

### その他
- 当真ゆき - グラビアアイドルのプロモーションビデオ

## 関連書籍

### 小説
- 谷崎潤一郎『猫と庄造と二人のをんな』

### 随筆
- 樋口ヒロユキ『死想の血統 ゴシック・ロリータの系譜学』